# Osservatorio astronomico Los Molinos
L'osservatorio astronomico Los Molinos (in spagnolo Observatorio Astronómico Los Molinos) è un osservatorio astronomico uruguaiano situato nel comune di Cuchilla Pereyra nei sobborghi di Montevideo, alle coordinate 34°45′19.3″S 56°11′24.6″W a 80 metri s.l.m.. Il suo codice MPC è 844 Los Molinos.
L'osservatorio è stato costruito nel 1994 ed è aperto alle visite al pubblico una volta al mese.
Il Minor Planet Center lo accredita per la scoperta di due asteroidi effettuate entrambe nel 2002.
Gli è stato dedicato l'asteroide 10476 Los Molinos .
| 68853 Vaimaca  | 19 aprile 2002 |
| 73342 Guyunusa | 4 maggio 2002  |